# Miss Texas USA

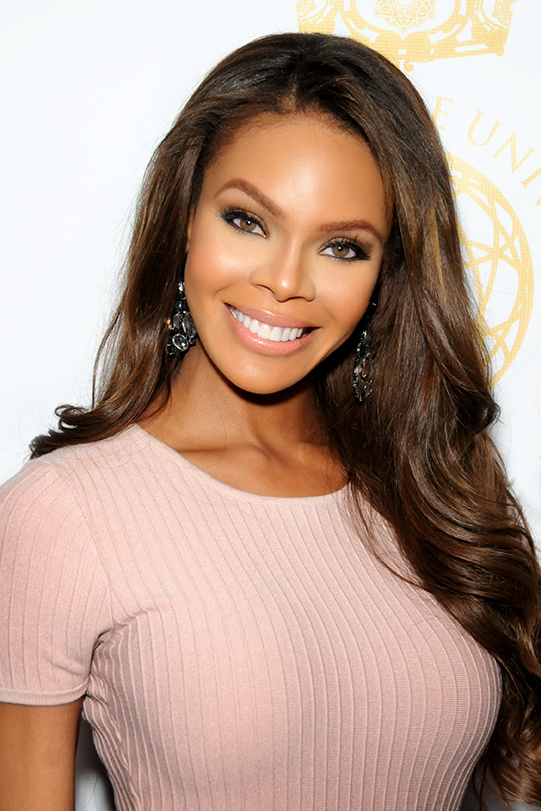
Crystle Stewart, Miss USA 2008 đến từ Texas

Miss Texas USA là một cuộc thi sắc đẹp thường niên được tổ chức tại tiểu bang Texas, nước Mỹ nhằm chọn ra đại diện của Texas tham dự cuộc thi Miss USA.
Texas là tiểu bang thành công nhất tại cuộc thi Miss USA với tổng cộng 10 lần đăng quang. Đặc biệt, từ năm 1985 đến 1989 đã có 5 hoa hậu đến từ Texas liên tiếp đăng quang. Texas có hai thí sinh từng đại diện cho nước Mỹ và đoạt Hoa hậu Hoàn vũ là Chelsi Smith vào năm 1995 và R'Bonney Gabriel vào năm 2022.R'Bonney Gabriel đến từ Texas đã trao lại vương miện Miss USA 2022 của mình vào ngày 28 tháng 1 năm 2023 cho Tân Miss USA 2022 - Morgan Romano đến từ Bắc Carolina (sau khi cô đăng quang Hoa hậu Hoàn vũ 2022)

## Danh sách Miss Texas USA
Xem Danh sách Miss Texas USA
| Năm  | Miss Texas USA          | Quê hương          | Thành tích tại Miss USA            |
| ---- | ----------------------- | ------------------ | ---------------------------------- |
| 2006 | Lauren Lanning          | Friendswood        | Top 10                             |
| 2007 | Magen Ellis             | Tyler              | Top 10                             |
| 2008 | Crystle Stewart         | Thành phố Missouri | Miss USA 2008                      |
| 2009 | Brooke Daniels          |                    | Top 10                             |
| 2010 | Kelsey Moore            |                    |                                    |
| 2011 | Ana Rodriguez           |                    | 3rd runner-up                      |
| 2012 | Brittany Booker         |                    | Top 10                             |
| 2013 | Alexandria "Ali" Nugent |                    | 4th runner-up                      |
| 2014 | Lauren Guzman           |                    |                                    |
| 2015 | Ylianna Guerra          |                    | 1st runner-up                      |
| 2016 | Daniella Rodriguez      |                    |                                    |
| 2017 | Nancy Gonzalez          |                    |                                    |
| 2018 | Logan Lester            |                    | Top 15                             |
| 2019 | Alayah Benavidez        |                    |                                    |
| 2020 | Taylor Kessler          |                    |                                    |
| 2021 | Victoria Hinojosa       |                    | Top 8                              |
| 2022 | R'Bonney Gabriel        |                    | Miss USA 2022 - Miss Universe 2022 |